# Димитрій (Захаренгас)
Дими́трій (грец. Δημήτριος, світське ім'я — Фемістоклі́с Захаре́нгас, грец. Θεμιστοκλής Ζαχαρέγκας; нар. 28 лютого 1965 , Сохосd ) — ієрарх Александрійської православної церкви, митрополит Іринопольський, іпертим та екзарх Східної Танзанії та Сейшел.

## Життєпис
Навчався в богословській школі та на богословському факультеті Університету Арістотеля.
В 1989 році пострижений в монахи у монастирі Архангела Михаїла на острові Родос.
З 1994 до 1999 був у складі православної місії у Мадагаскарі, Індії, Гонконзі та Філіппінах.
2 лютого 1999, митрополитом Гонконзьким Микитою (Луліасом) у Гонконзі був рукоположений до сану ієродиякона, а 7 лютого — до сану ієромонаха. 5 вересня 1999 був зведений у достоїнство архімандрита.
З 1999 до 2002 був настоятелем Благовіщенської церкви у Александрії та директором Видавничого відділу Александрійського патріархату. Супроводжував Патріарха Петра VII у міжнародних візитах та місіонерських поїздках.
16 вересня 2002 Священним Синодом Александійського патріархату одноголосно обраний на Камерунську кафедру.
6 жовтня 2002 хіротонізований на митрополита Камерунського, іпертима та екзарха Центральної Африки.
З 27 жовтня 2004 — митрополит Іринопольський, іпертим та екзарх Східної Тазнанії та Сейшел.
14 вересня 2019 року у м. Лангадас (Греція) провів зустріч із делегацією Православної Церкви України у складі архієпископа Житомирського і Поліського Володимира (Шлапака), протоієрея Валерія Семанцо та протоієрея Василя Лила. Сторони обговорили сучасний стан Церкви України та перспективи її розвитку.